# Csík zenekar
Csík zenekar (/tʃi:k zɛnɛkɑɾ/) est un groupe hongrois de musiques du monde, originaire de Kecskemét. Son nom signifie « Orchestre Csík » en hongrois, du nom de son fondateur János Csík. Il est considéré comme le groupe de musique folklorique le plus populaire de la scène hongroise, bien qu'il ne soit que très peu connu à l'étranger.

## Histoire

### Débuts
La première formation de l'orchestre de János Csík se fait en 1988, mais dans sa composition actuelle, il atteint le pic de sa carrière et est devenu l'un des ensembles de musique folklorique les plus populaires de Hongrie.
L'ensemble commence ses activités à Kecskemét et était presque le seul parmi les groupes ruraux à pouvoir rivaliser à long terme avec les meilleurs groupes de danse de Budapest. Le fait que le groupe ait été choisi pour représenter la culture folklorique hongroise à Sydney, dans le cadre du programme culturel accompagnant les Jeux olympiques de 2000, est une grande reconnaissance pour le groupe. À cette époque, le groupe avait déjà sorti plusieurs albums à succès et ses causeries dansantes et ses spectacles étaient très populaires. Bien que la composition du groupe ait changé à plusieurs reprises au fil des ans, nombre d'entre eux ont été membres du groupe ou ont contribué régulièrement à ses spectacles et à ses enregistrements dès les premières années. Marianna Majorosi, qui était l'une des principales danseuses de l'Ensemble folklorique d'État hongrois, sort son propre album et est l'une des meilleures chanteuses folkloriques du pays. Tamás Kunos Kunos, qui chantait les contras, fait également partie de l'ensemble presque tout le temps, avec quelques années d'interruption. Attila Szabó, l'autre directeur, joue dans le groupe depuis 1995, alors qu'il a longtemps été directeur de Gajdos à Eger. Après 2000, plusieurs jeunes musiciens rejoignent l'ensemble, dont Zsolt Barcza à l'accordéon et au cymbalum.
En 2002, un accident tragique faillit bouleverser la vie du groupe. János Csík est victime d'un grave accident de voiture, à la suite duquel il doit être réanimé deux fois, reste inconscient pendant un mois, et se brise le bras gauche en plusieurs endroits. Son bras blessé n'étant pas bien soudé, on a longtemps douté qu'il puisse un jour reprendre le volant d'un tracteur. L'ensemble de la société musicale folklorique s'en est ému, et un concert d'aide est organisé pour aider le chef d'orchestre et sa famille, auquel ont assisté de nombreux musiciens importants. L'orchestre ne cesse d'exister pendant cette période difficile et joue sous la direction de l'autre chef, Attila Szabó. Puis János commence à se rétablir, retrouvant peu à peu sa capacité à tenir le violon et à manier l'archet.

### Senki nem ért semmit(2005)
Rapidement, ils réussissent non seulement à revenir au niveau précédent, mais ils proposent également de nouvelles idées musicales. Alors qu'ils étaient auparavant presque exclusivement des représentants de la musique folklorique authentique, ils intègrent progressivement à leur répertoire des éléments de ce que l'on pourrait appeler - faute d'un meilleur terme - la musique du monde. Cette évolution est principalement due à l'influence d'Attila Szabó, qui joue de la guitare depuis ses années d'études et affectionne particulièrement le blues, au sein de ces ensembles. Ils commencent également à adapter les chansons de certains groupes non folkloriques avec des instruments et des mélodies folkloriques. Leurs expériences ont connu un succès retentissant : en 2007, leur album Senki nem ért semmit remporte le prix Fonogram de l'Association hongroise des éditeurs de disques dans la catégorie « Album hongrois de musique du monde de l'année », et passe rapidement disque d'or.

### Ez a vonat, ha elindult, hadd menjen…(2008)
Leurs concerts attirent un public de plus en plus nombreux. Un bon exemple en est le Művészetek Völgye 2007, où aucun autre groupe n'avait jamais vu un public aussi nombreux que le leur. Ils sentent qu'ils sont sur la bonne voie, c'est pourquoi ils choisissent le titre de leur dernier album, Ez a vonat, ha elindult, hadd menjen… Il s'agit à la fois du titre d'une chanson folklorique hongroise et d'une référence au fait qu'ils voulaient poursuivre l'approche musicale de l'album précédent, qui s'était avérée fructueuse, c'est-à-dire qu'ils voulaient jouer à la fois de la musique folklorique authentique et de la musique du monde sur le nouveau disque. Dans cet esprit, le nouvel album comporte également une reprise de Kispál und a Borz. C'est la reprise de Now Múlik pontosan par Quimby qui a rendu le groupe Csík populaire.
Des musiciens de renom ont toujours contribué à leurs représentations les plus importantes, comme le musicien de jazz et saxophoniste Mihály Dresch (qui a longtemps été un membre permanent du groupe), l'harmoniciste virtuose György Ferenczi, le saxophoniste Balázs Szokolay Dongó, le tambourinaire Attila Csurai de Bátmonostor, le premier de l'Ensemble folklorique national hongrois István Pál « Szalonna » et d'autres encore. La directrice musicale de cet album, ainsi que du précédent, est Beáta Salamon, elle-même joueuse prima bien connue, qui dirige son orchestre Métá depuis vingt ans maintenant, d'une manière unique parmi les joueuses prima.
En 2012, à l'occasion du 20e anniversaire du Sziget Festival, le groupe et plusieurs représentants renommés de la musique rock hongroise - Kati Kovács, Gábor Presser, Levente Szörényi, János Bródy, László Földes (Hobo), András Lovasi, Tibor Kiss, György Ferenczi - ont donné un concert d'une durée de trois heures. Le programme, intitulé Songbook, comprend également des arrangements folkloriques de plusieurs chansons populaires connues,,.

## Discographie
- 1993 : Boldog szomorú dal
- 1994 : Két út van előttem
- 1998 : Tiszta szívvel
- 2001 : A kor falára
- 2004 : Be sok eső, be sok sár
- 2005 : Majorosi Marianna, Csík zenekar és a Bekecs zenekar: Jól gondold meg, kislány!
- 2005 : Senki nem ért semmit
- 2008 : Ez a vonat, ha elindult, hadd menjen…
- 2008 : Karácsonynak éjszakáján (maxi CD)
- 2010 : Szívest örömest
- 2011 : Lélekképek
- 2014 : Amit szívedbe rejtesz
- 2020 : A dal a miénk (Locomotiv GT)